# Interreg III A
Interreg III A – jeden z komponentów inicjatywy wspólnotowej Interreg III.

## Interreg III A w Polsce
Na terenie Polski funkcjonuje 7 programów Inicjatywy Wspólnotowej Interreg III A:
- Rzeczpospolita Polska (woj. lubuskie) - Brandenburgia
- Rzeczpospolita Polska (woj. zachodniopomorskie) - Meklemburgia Pomorze Przednie / Brandenburgia
- Rzeczpospolita Polska (woj. dolnośląskie) - Wolny Kraj Związkowy Saksonia
- Polska - Czechy
- Polska - Republika Słowacka
- Program Sąsiedztwa Polska - Białoruś - Ukraina Interreg III A / TACIS CBC 2004 - 2006
- Program Polska - Litwa - Federacja Rosyjska (obwód królewiecki)